# روبریبرزا
روبریبرزا صربی: Rubribreza}} یک منطقهٔ مسکونی در صربستان است که در Lajkovac واقع شده‌است.